# 上杉憲実
上杉 憲実（うえすぎ のりざね）は、室町時代中期の武将・守護大名。関東管領、上野国・武蔵国・伊豆国守護。山内上杉家8代当主。足利学校や金沢文庫を再興したことで知られる。

## 生涯

### 関東管領
応永17年（1410年）、越後国守護・上杉房方の三男として越後で生まれる。幼名は孔雀丸（くじゃくまる）。なお、信頼性のおける史料に、憲実の生年を明記したものはなく、憲実が丁度武家の人間が慣習上判始を開始する年齢にあたる15歳である応永31年（1424年）から判始の記録が見えること、「大内氏実録」に文正元年（1466年）に57歳で死去したと記述されていることから、応永17年（1410年）生まれと考えられている。
応永24年（1417年）、前年からの鎌倉での上杉禅秀の乱が収束し、翌25年（1418年）には従弟で関東管領の上杉憲基（山内上杉家）が死去したため、その後継者に選ばれて鎌倉へ入り、偏諱（山内上杉家の通字「憲」の字）を受けて憲実と名乗る。憲基は生前より憲実のことを評価していたようであり、彼をあらかじめ後継者と定めていたとも考えられる。しかし、歴史学者の渡辺世祐は、憲基の死後、被官である長尾氏や大石氏が憲基の遺言を装って決めたことではないかと指摘している。
応永26年（1419年）に憲基の死去に伴い、10歳で室町幕府の出先機関の鎌倉府において鎌倉公方を補佐する関東管領に就いたといわれており、翌27年（1420年）には就任が確認できる。また、上野・武蔵・伊豆の守護ともなる。応永30年（1423年）6月～8月には、小栗満重の乱を起こした常陸国の小栗氏征伐に出陣し、小栗城を攻め落としている。
応永35年（1428年）、室町幕府4代将軍・足利義持が死去し、籤引きで足利義教が6代将軍に就任した。憲実の主君で4代鎌倉公方・足利持氏は自らが将軍後継の候補に選ばれなかった事に不満を持ち、兵を率いて上洛しようとするが、憲実はこれを諫止する。また、持氏が幕府の改元を無視すると永享3年（1431年）には謝罪の使節を派遣、翌4年（1432年）には鎌倉府が横領していた所領を幕府に返還し、同年に幕府で将軍・義教の富士下向が協議されると、憲実は警戒して関東情勢の不穏を理由に下向の延期を促し、幕府の醍醐寺三宝院門跡満済らに進物するなど、憲実は一貫して鎌倉府と幕府との調停に努めている。一方で、幕府は憲実を通じて鎌倉の動向を把握しようとしていた形跡が見られ、義教への対抗姿勢を続ける持氏と穏健派の憲実は確執が生じるようになっていたと考えられている。

### 永享の乱
永享8年（1436年）、幕府の分国である信濃国守護・小笠原政康と豪族の村上頼清が領地を巡って争い、持氏は鎌倉に支援を求めた頼清を助けて出兵しようとするが、憲実は信濃は関東公方の管轄外であるとして諌め出兵を阻止し、合戦は小笠原政康が勝利する。翌9年（1437年）に持氏の信濃再出兵が企画されると、出兵は憲実誅伐のためであるとする噂が流れ、憲実方にも武士が集まり緊迫状態が生じる。持氏は憲実の元を訪れて会談するが、憲実は相模国藤沢へ下り、7月に嫡子を領国の上野に逃して鎌倉へ入る。持氏は在職を望むものの憲実は管領職を辞任する。8月には一旦は復職するものの、武蔵の文書への署名を依然として拒否しており、確執は解消されないままとなった（武蔵国は鎌倉公方の領国とみなされ、関東管領がその代官として守護職を務めていた）。
永享10年（1438年）、6月に持氏の嫡子・賢王丸（足利義久）が元服すると、憲実は慣例に従い将軍の一字拝領を賜るよう進言するが、持氏はこれを無視して「義久」と名乗らせ、源義家に擬して「八幡太郎」の通称を称させて鶴岡八幡宮にて元服の式を挙げる。この頃には持氏が憲実を暗殺するという噂が立ち、憲実は義久の元服祝儀にも欠席している。持氏に嫌疑をもたれた事に対し、不本意として自害を試みたが制止させられた後に、難を逃れるために8月には鎌倉を出奔して領国の上野平井城に下る。なお、京都の足利義教は憲実は必ず自分を頼って京都に赴いて持氏打倒を訴えると考えていたらしく、既に駿河国の今川範忠に憲実を庇護を命じていたため、この対応に困惑したと言う。持氏は憲実討伐のため8月に一色氏に旗を与えて派兵し、自らも出陣した。幕府は関東での事態に対して、持氏討伐の兵を下すと共に、信濃の小笠原政康に憲実救援を命じている。9月末には小笠原軍は上野板鼻に入って北上する鎌倉軍を打ち破った。
10月、憲実は武蔵分倍河原に着陣し、先鋒の一色軍を破る。憲実自身は旧主を攻めることをよしとせず、自らの軍の兵を進めることはなかったが、家宰の長尾忠政が代わりに兵を進めた。鎌倉軍は幕府軍に敗れ持氏は出家して永安寺（鎌倉市）に入った。憲実は幕府に持氏の助命と義久の関東公方就任を再三再四（『日本外史』によると"使者十余反"）嘆願するが、義教はこれを許さず憲実に持氏一族の族滅を命じ、憲実が持氏・義久父子の成敗を固辞している姿勢を、逆に持氏の翻意に荷担していると嫌疑がかけられた。憲実はこのままでは義教に自らも攻め滅ぼされるか自害に追い込まれる事を覚悟して足利学校に五経疏本・孔子図など書籍や絵画を寄進して一旦は身辺整理を行うものの、相国寺の柏心周操の説得に応じて、永享11年（1439年）、憲実はやむなく永安寺を攻め、持氏と義久は自害した（永享の乱）。

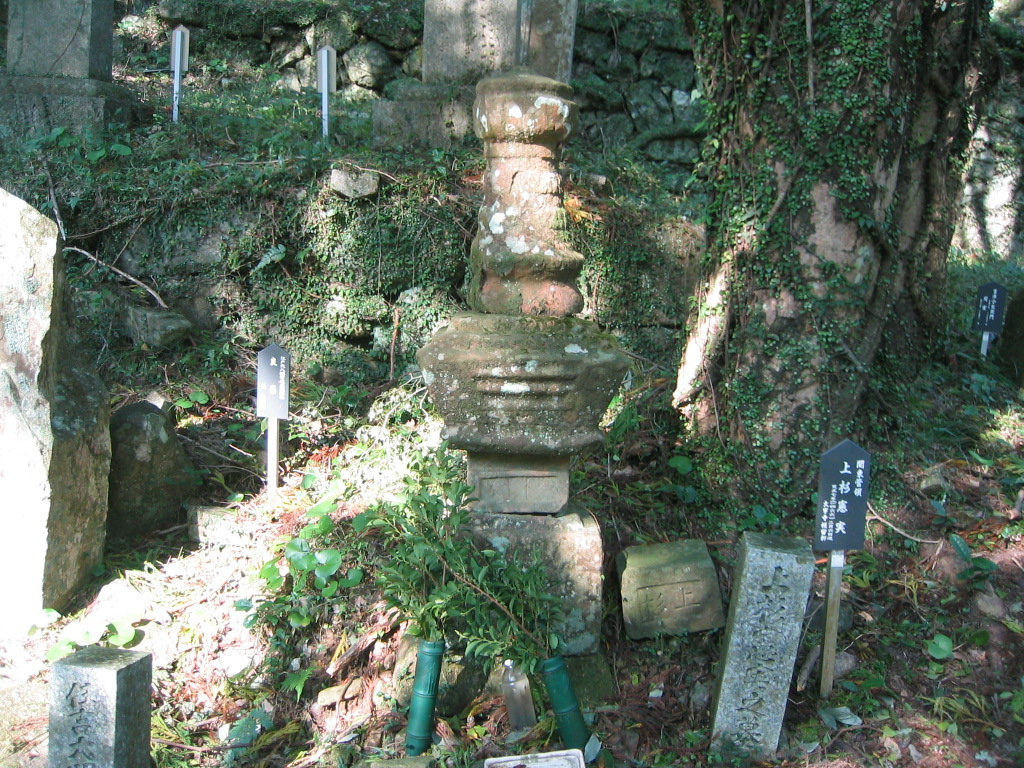
上杉憲実墓（山口県長門市大寧寺）

### 出家・隠遁
乱後、憲実は後事を弟・清方に託して、伊豆国清寺に退き出家し雲洞庵長棟高岩と称した。清方はこの時に山内上杉家当主に就任したとみられ、関東管領も譲ろうとしたが幕府は認めなかった。永享12年（1440年）、結城氏朝が持氏の遺児春王丸、安王丸を擁して挙兵する（結城合戦）。幕府は憲実に政界復帰を命じ、憲実はやむなく出陣した。その後、憲実は再び隠遁した。
嘉吉元年（1441年）、嘉吉の乱で足利義教が暗殺される。幕府は関東の秩序回復のため、憲実に関東管領復帰を命じるが憲実はこれを拒み、甥で越後守護・上杉房朝に預けていた次男・房顕を除く子供達も出家させる。憲実は子供達に決して還俗せぬよう命じた。このため、幕府も長い間憲実の「名代」とみなしていた清方を関東管領として認めざるを得なくなったとみられる。
しかし文安元年（1444年）、清方が死去すると再び山内上杉家の家督と関東管領の地位が空白になる。憲実は先の方針から自分の子に後を継がせる事を許さず、山内上杉家の血を引く実定を後継者に指名して家宝・家伝の文書を譲り渡してしまった。しかし、家宰の長尾景仲はこれに反発して憲実と対立した。しかし文安4年（1447年）、持氏の遺児成氏が鎌倉公方になると、憲実の長男・憲忠が長尾景仲に擁立され関東管領に就任した。憲実は憲忠を不忠の子であるとして所領を全て没収して義絶した。同年(1447年)、憲実は家臣の長尾氏から伊豆平井郷の所領を召し上げ、持氏の後室に料所として進上している。長尾氏には土地を召し上げた代わりに代替地を与えている。
憲実の危惧通り、憲実を親の仇だと考えていた成氏は宝徳2年（1450年）に江ノ島合戦を引き起こす。幕府は憲実に関東管領復帰を命じるが、隠遁して家中とも対立していた憲実はこれに応じなかった。やがて、享徳3年（1454年）に成氏は憲忠を暗殺して、享徳の乱を引き起こしてしまう。
この後、憲実は諸国遍歴の旅に出て、京都、九州にまで赴いたとされる。享徳元年（1452年）には大内氏を頼って留まり、文正元年（1466年）、長門国大寧寺で死去、享年57。

## 人物
まだ越後にいた子供の頃より「芸能に達者であり、大器晩成の人柄である」と評されていた。
その人格は儒教の影響を強く受けていた。永享の乱の折、憲実は自分の行動（持氏への反逆）が「不忠」と指弾されることを恐れた。また、後年の諸国行脚について、「主を裏切ったことへの罰」と周囲に述懐していた。これらの行動・思想は、憲実の篤い儒教の心が発露したものと考えられる。憲実にとっては足利義教と足利持氏は共に主であり、義教は「巨視的な主」、持氏は「直接の主」であった。この二人の主の間で、憲実の心は揺れ動いた。結果としては、義教の脅迫に憲実は屈服してしまう形となった。専制志向の強い義教は、憲実に対しても非常に厳しい強制を以て接し、憲実はそれに屈した。

## 後世の評価
田中義成は著書『足利時代史』において、憲実は幕府と持氏を調停する立場で行動しながら、その内実においては幕府と常に呼応しており、持氏への諫言も常に幕府の命を帯びて反映させたものであった、そして遂には幕府の意を受け持氏を自殺へ追い込んだ、と、憲実を評している。また渡辺世祐は著書『関東中心足利時代之研究』において、持氏を討ったことは臣子としてのつとめを全うしていない。憲実は幕府と親密であったために持氏との融和を欠き、命を賭して諌止すべきところ、ついに自害へ追い込んでしまった。またせめて持氏の息子足利義久は助けるべきであったのに、これも自殺へ追い込んでしまったと非難している。これらの評価については、百瀬今朝雄が『神奈川県史』通史編Iにおいて、「不当に過酷な評価」と反論している。百瀬は田中、渡辺らの、憲実が持氏と表向きは融和的な態度を取り裏では将軍足利義教と結託して持氏を破滅に追い込んだとする評価を再検証し、これを否定した。田中、渡辺らが非難する持氏との君臣関係についても、憲実は関東管領の職務の任免権を持った義教の命令も受けていて、所領関係においても義教とは御恩・奉公の関係にあり、義教の命令に従い持氏を責め殺したことについて、それを弑逆と非難するのは失当であると田中と渡辺の評価を否定した。